# Ночь с Бет Купер
«Я люблю тебя, Бет Купер» (англ. I Love You, Beth Cooper) — комедия 2009 года режиссёра Криса Коламбуса по одноимённому роману американского писателя Ларри Дойла.

## Описание сюжета
Застенчивый подросток всю школу был поклонником группы поддержки и её капитана — самой красивой девушки в школе. Лишь на выпускной вечеринке в день вручения дипломов он свою ответную речь решил посвятить признанию в любви ей. К удивлению, в ту же ночь девушка появляется у его двери, чтобы показать ему лучшую ночь в его жизни. И ей это удаётся.

## В ролях
- Хейден Панеттьер — Бет Купер
- Пол Раст — Денис Ковермэн
- Джек Т. Карпентер — Рич Мюнш
- Лорен Лондон — Кэмми Элкотт
- Лорен Сторм — Трис Килмер
- Шон Робертс — Кевин
- Джаред Кисо — Дастин
- Брендан Пенни — Шон
- Мари Авгеропулос — Вэлли Вули
- Джош Эмерсон — Грег Сэлога
- Алан Рак — мистер Ковермэн
- Синтия Стивенсон — миссис Ковермэн
- Пэтт Финн — тренер Раупп
- Андреа Сэвадж — доктор Глисон
- Вайолет Коламбус — угрюмая девушка (Анжелика)
- Анна Мэй Рутледж — Патти Кик
- Аня Савчич — Виктория Смельтцер